# Konvulsion
Konvulsion eller anfall är ett allvarligt tillstånd av motoriska krampanfall samt abnorma psykiska och sensoriska upplevelser. 
Medan kramp kan innebära att muskler sammandras och fortsätter vara sammandragna (så kallad tonisk kramp), innebär konvulsioner snarare klonisk kramp, det vill säga att krampen uppträder ryckvis och spasmartat med sammandragningar och förslappningar av musklerna. Konvulsioner är ett klassiskt tecken på epilepsi, på epilepsiartade anfall till följd av till exempel feber, akut drogförgiftning, utsättningsbesvär, delirium, samt förekommer såsom hysteriska pseudokonvulsioner vid vissa dissociativa störningar.
En särskild sorts konvulsioner kan ibland ses vid svimningar, så kallade konvulsiva synkope. Vid sådana svimningar har personen sällan konvulsioner i ben och armar, och till skillnad från vid epilepsi är konvulsionerna sällan eller aldrig symmetriska. Medan epileptiska konvulsioner aldrig uppkommer med fördröjning efter medvetandeförlusten, uppkommer konvulsionerna vid svimningar några sekunder efter att medvetandeförlusten inträder.